# Antoni Pikul
Antoni Stanisław Pikul (ur. 4 stycznia 1954 w Jaśle) – polski architekt i polityk samorządowy, działacz opozycji antykomunistycznej i NSZZ „Solidarność”, od 2012 do 2018 pierwszy wiceburmistrz Jasła, od 2018 do 2024 radny Sejmiku Województwa Podkarpackiego.

## Życiorys
Syn Tadeusza. W 1978 roku ukończył studia na Wydziale Architektury Politechniki Krakowskiej.

### Praca zawodowa
Po ukończeniu studiów, w latach 1978–1979 pracował jako asystent projektanta w Biurze Projektów „Miastoprojekt” w Rzeszowie, następnie w jasielskiej pracowni Biura Projektów Lasów Państwowych „Biprolas” w Łodzi (w latach 1979–1983). W okresie 1983–1985 był starszym asystentem projektanta w Ośrodku Remontowo-Budowlanym Lasów Państwowych w Jaśle, następnie, w latach 1986–1987 – w jasielskim oddziale Biura Projektowego „Proerg” w Gliwicach, a w latach 1987–1989 w Przedsiębiorstwie Zagranicznym „Art-Decor” w Krośnie.

### Działalność w „Solidarności”
Od powstania NSZZ „Solidarność” był jej aktywnym działaczem. W październiku 1980 roku został członkiem Komisji Zakładowej BPLP „Biprolas”. W okresie od 25 października 1980 roku do 26 lutego 1981 roku był członkiem Zarządu Międzyzakładowego Komitetu Założycielskiego „Solidarność” w Jaśle, w czerwcu i lipcu 1981 roku uczestniczył w Wojewódzkich Zjazdach Delegatów Regionu Małopolska w Krakowie i Tarnowie. Po 13 grudnia 1981 roku związał się z podziemnymi strukturami „Solidarności”. Był wydawcą i kolporterem „Biuletynu Informacyjnego”, wydawanego przez Komisję Koordynacyjną „S” w Jaśle, kolportował sprowadzane z Krakowa i Warszawy wydawnictwa niezależne. Został zatrzymany przez Służbę Bezpieczeństwa po przeszukaniu jego mieszkania 24 sierpnia 1982 roku i był przetrzymywany w areszcie śledczym do 21 listopada tego roku. Został oskarżony o to, że od daty bliżej nieustalonej do 24 VIII 1982 r. w Jaśle woj. krośnieńskiego, działając w celu rozpowszechniania gromadził ulotki, czasopisma i różnego rodzaju literaturę bezdebitową, których treść mogła wywołać niepokój publiczny lub rozruchy. Autorem pierwszego aktu oskarżenia, z 24 września 1982 roku, był prokurator Stanisław Piotrowicz. Antoni Pikul był podejrzany o przestępstwo określone w art. 48 ust. 3 Dekretu z dnia 12 grudnia 1981 roku o stanie wojennym, zagrożone karą pozbawienia wolności do 5 lat.
Autorem drugiego aktu oskarżenia był ppor. Zdzisław Pęcak. Sąd Warszawskiego Okręgu Wojskowego 18 listopada 1982 roku odstąpił od stosowania postępowania doraźnego i prowadząc przedmiotową sprawę w trybie przepisów o postępowaniu zwyczajnym umorzył postępowanie karne przeciwko Antoniemu Pikulowi. Wyrok ten został zaskarżony przez Wojskową Prokuraturę Garnizonową w Rzeszowie, jednak 5 stycznia 1983 roku Sąd Najwyższy – Izba Wojskowa postanowił rewizję prokuratora pozostawić bez rozpoznania, a kosztami postępowania odwoławczego obciążyć Skarb Państwa z braku dowodów przestępstwa.

### Po 1989 roku
W latach 1989–2003 Antoni Pikul był dyrektorem Pracowni Projektowej „System” w Jaśle. Działał jednocześnie społecznie i w samorządzie. W latach 1989–1990 był członkiem prezydium Komitetu Obywatelskiego „Solidarność” w Jaśle. W latach 1990–1994 pracował jako wiceprzewodniczący rady miasta Jasło i sejmiku wojewódzkiego z listy Komitetu Obywatelskiego. Związany był z ROAD, Unią Demokratyczną i Unią Wolności. W latach 2003–2009 pracował na stanowisku dyrektora i kierownika projektu w MGGP SA w Tarnowie. Od 1 lutego 2012 roku był pierwszym wiceburmistrzem Jasła. Po ujawnieniu w roku 2016 roli, jaką odegrał Stanisław Piotrowicz w jego oskarżeniu w 1982, partia Prawo i Sprawiedliwość w Jaśle zażądała od burmistrza Ryszarda Pabiana jego odwołania. Ten jednak tego nie zrobił.
W lipcu 2018 roku został odwołany ze stanowiska zastępcy burmistrza Jasła z dniem 1 października 2018. W wyborach samorządowych w tym samym roku z listy Koalicji Obywatelskiej z powodzeniem ubiegał się o mandat radnego w Sejmiku Województwa Podkarpackiego. W roku 2019 bezskutecznie kandydował do Sejmu. W 2024 również bezskutecznie ponownie kandydował do sejmiku.
Jest członkiem Stowarzyszenia Architektów Polskich.

## Odznaczenia
W 2014 roku Prezydent Rzeczypospolitej Polskiej Bronisław Komorowski odznaczył Antoniego Pikula Krzyżem Kawalerskim Orderu Odrodzenia Polski za: wybitne zasługi dla transformacji ustrojowej, za działalność na rzecz rozwoju polskiego parlamentaryzmu, za osiągnięcia w podejmowanej z pożytkiem dla kraju pracy zawodowej i działalności społecznej. W 2021 otrzymał Krzyż Wolności i Solidarności.
We wrześniu 2014 roku Antoni Pikul otrzymał odznakę „Za zasługi dla Polskiego Związku Działkowców”.